# Le Petit-Abergement
Le Petit-Abergement korábbi község (település) Franciaországban, Ain megyében. 2016. január 1-jén Hotonnes, Le Grand-Abergement és Songieu községekkel egyesült és delegált községként Haut Valromey új község része lett.
Lakosainak száma 127 fő (2018. január 1.). Le Petit-Abergement Brénod, Champdor, Le Grand-Abergement, Les Neyrolles és Ruffieu községekkel határos.

## Népesség
A település népességének változása:
| Lakosok száma | 226  | 186  | 144  | 141  | 141  | 141  | 137  | 135  | 131  | 127  |
|               | 1962 | 1968 | 1982 | 1990 | 1999 | 2008 | 2011 | 2013 | 2017 | 2018 |